# تيم سميت
تيم سميت (بالإنجليزية: Tim Smit)‏ هو  بريطاني، ولد في 25 سبتمبر 1954 في Scheveningen ‏ في هولندا.